# Cava de' Tirreni
Cava de' Tirreni är en ort och kommun i provinsen Salerno i regionen Kampanien i Italien. Kommunen hade 53 130 invånare (2017).